# Micrathena vigorsi
Micrathena vigorsi là một loài nhện trong họ Araneidae.
Loài này thuộc chi Micrathena. Micrathena vigorsi được Josef Anton Maximilian Perty miêu tả năm 1833.